# Cnephora griseata
Cnephora griseata är en fjärilsart som beskrevs av J. Peter Maassen 1890. Cnephora griseata ingår i släktet Cnephora och familjen mätare. Inga underarter finns listade i Catalogue of Life.